# 1993 FW11
1993 FW11 är en asteroid i huvudbältet som upptäcktes den 17 mars 1993 av UESAC vid La Silla-observatoriet.
Asteroiden har en diameter på ungefär 4 kilometer.